# Loi 6360
La loi 6360 est une loi en Turquie votée le 11 novembre 2012 qui crée 13 nouvelle métropoles, en plus des 16 qui existaient déjà. Ces nouvelles métropoles sont : Aydın, Balıkesir, Denizli, Hatay, Kahramanmaraş, Malatya, Manisa, Mardin, Muğla, Şanlıurfa, Tekirdağ, Trabzon et Van. 
De plus, cette loi supprime environ 1 500 municipalités, soit près d'une municipalité sur deux, en les transformant en districts urbains, qui par cette loi se retrouvent sous l'autorité des métropoles dans les provinces où se trouvent une métropole. Enfin, cette réforme a eu un impact important sur les circonscriptions législatives, impact qui a été largement décrié par l'opposition.